# شهرستان لا وله-دو-ریشولیو
شهرستان لا وله-دو-ریشولیو (به انگلیسی: La Vallée-du-Richelieu Regional County Municipality) یک منطقهٔ مسکونی در کانادا است که در ناحیه مونترژی واقع شده‌است. شهرستان لا وله-دو-ریشولیو ۶۰۵٫۵۰ کیلومتر مربع مساحت و ۱۱۶٬۷۷۳ نفر جمعیت دارد.